# Driehuis
Pour le présentateur de télévision néerlandais, voir Kees Driehuis.

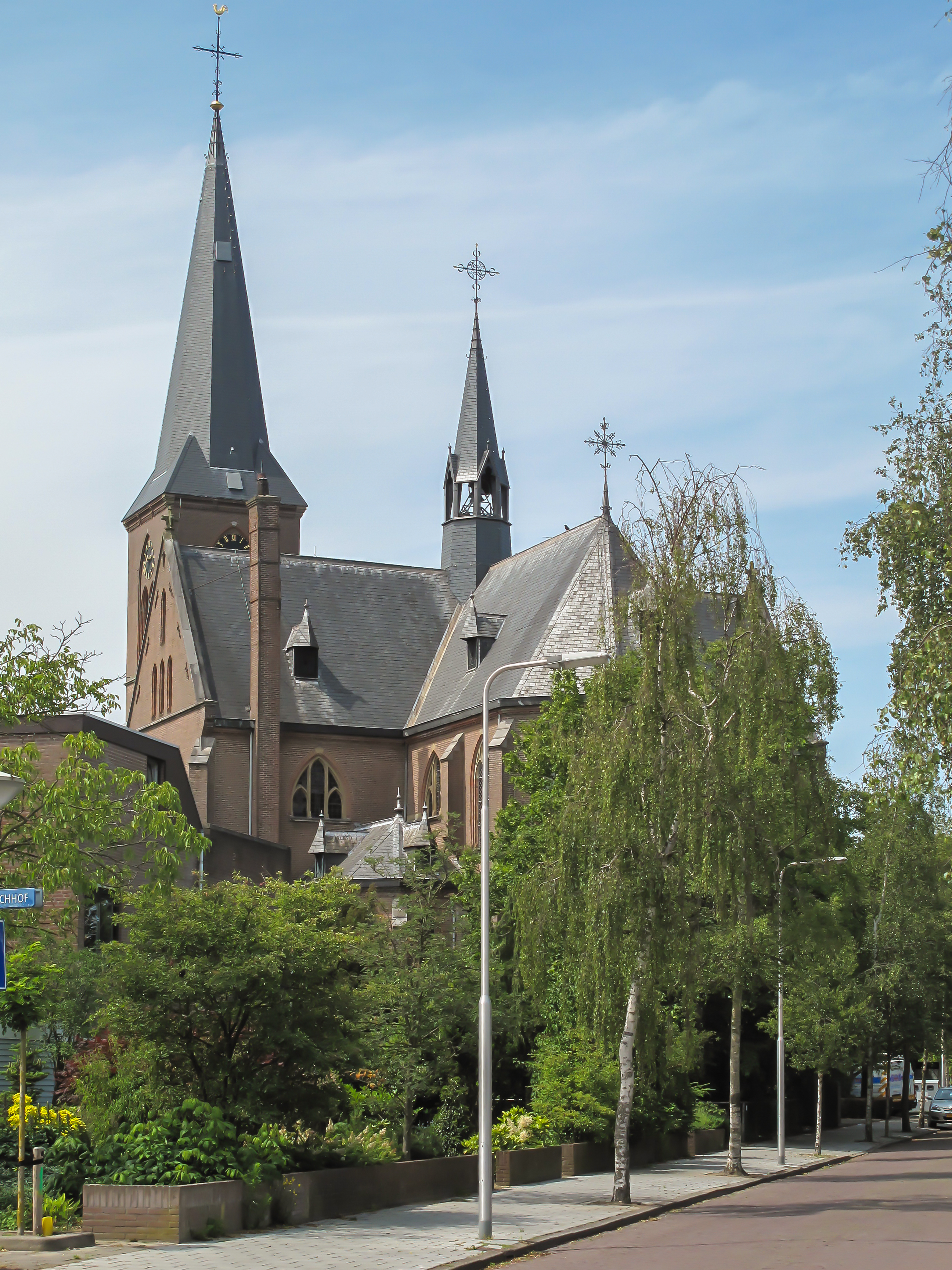
Driehuis, église : de Sint Engelmundskerk

Driehuis est un village de la province de Hollande-Septentrionale aux Pays-Bas. Il fait partie de la commune de Velsen. 
La population du district statistique (incluant la campagne environnante) de Driehuis est de 3 320 habitants (2005). 

## Personnalité liée à Driehuis
- Freddie Oversteegen (mort le 5 septembre 2018)